# Majbøg i Helberskov
|  | Denne artikel er oprettet af botten Steenthbot ud fra en ekstern database. Den kan derfor have sproglige fejl eller mangler. Denne skabelon kan fjernes efter kontrol af indholdet. |

Majbøg i Helberskov er en dansk dokumentarisk optagelse fra 1954.

## Handling
Helberskov ved Aalborg. maj 1954.